# Sociëteit De Vereeniging (Utrecht)
Sociëteit "De Vereeniging" is een herensociëteit in Utrecht. De Sociëteit werd opgericht op 1 november 1869. Zij heeft ongeveer 300 leden.
De Sociëteit verkreeg rechtspersoonlijkheid op 16 maart 1872 door erkenning bij Koninklijk Besluit. Niet lang daarna kocht zij haar Rijksmonumentale pand aan de Mariaplaats 14 in Utrecht aan. Het pand is gerestaureerd en verbouwd in 1994-1999, 2016 en 2021.
Utrecht heeft een rijke geschiedenis van herensociëteiten. Waar sociëteiten zoals Sic Semper, Sociëteit "De Vriendschap" en Sociëteit Tivoli al aan het begin van de vorige eeuw niet meer bestonden, is Sociëteit "De Vereeniging" een van de weinige nog actieve sociëteiten in Utrecht.

## Doelstelling en activiteiten
De Vereeniging heeft als doel "heren uit Utrecht en omgeving met uiteenlopende opvattingen en vanuit diverse disciplines bij elkaar te brengen om samen de zinnen te verzetten en de geest te prikkelen." De sociëteit is meerdere dagen per week  geopend voor haar leden -en gasten. Er zijn wekelijks vaste sociëteitsmomenten waar leden elkaar op kunnen zoeken. Zo is er op maandagavond standaard een borrel met aansluitend een diner. Deze sociëteitsavonden wordt geregeld opgeluisterd door inspirerende gastsprekers zoals: Jan Terlouw, Merel van Vroonhoven, Pete Hoekstra, Jeanine Hennis-Plasschaert en Jan Peter Balkenende.

## Sociëteitsgebouw
Het Sociëteitsgebouw staat in Utrecht aan de Mariaplaats 14. Tot 1922 was het adres Mariaplaats 15.
De immuniteit van Sint Marie was een ommuurde juridisch zelfstandige enclave met de Mariakerk als centrum. Rondom de Mariakerk stonden verschillende Kanunnikenhuizen. Eén van deze huizen vormt de grondslag voor een deel van het Rijksmonument. Het pand bevat tufstenen resten van een twaalfde-eeuwse behuizing. In de veertiende eeuw is het dwarse hoofdhuis vernieuwd met twee bouwlagen. Door in de vijftiende en negentiende eeuw toegevoegde delen is een samengestelde structuur ontstaan. Het gebouw bevat sjabloonschilderingen uit 1525, die tijdens een restauratie weer zichtbaar zijn gemaakt. Jan van Scorel heeft een jaar in het pand gewoond in 1530. Nadat het instituut van de kanunniken werd afgeschaft is het pand in particulier eigendom gebleven van diverse notabelen uit Utrecht. In de zeventiende eeuw is het pand vernieuwd door de toenmalige bewoners. Onder meer zijn een unieke spiltrap met een meterslange ingesneden leuning en een zolderverdieping aangelegd.
Het gebouw is in 1872 verkocht door mr. IJsbrand Hendrix de Kock (o.a. burgemeester van Bunnik, Odijk en Werkhoven) aan de Sociëteit “De Vereeniging" voor een koopsom van fl. 22.000,-. Het gebouw is sindsdien meermaals uitgebreid, verbouwd en later ook gerestaureerd door de Sociëteit. 
De grote sociëteitszaal aan de voorzijde van het perceel is gebouwd in de jaren 1880. Sinds omstreeks 1895 werd de sociëteitszaal geëxploiteerd onder de naam Café-Restaurant De Vereeniging. Gedurende de jaren werd de Sociëteitszaal steeds verder versoberd in lijn met de wensen van de tijd, waarbij tal van details zijn verwijderd. Medio jaren negentig vond een uitgebreide restauratie van het gebouw plaats, waarbij het oude kanunnikenhuis is opgeknapt. Daarbij is onder meer de vrijwel geheel vervallen zeventiende-eeuwse zolderverdieping hersteld. Ook werd een nieuwe trap aangelegd naar de eerste- en zolderverdieping, zodat gebruik maken van de zeer krappe zeventiende-eeuwse spiltrap niet meer nodig was om de verdiepingen te bereiken. Aan het begin van de eeuw is de Sociëteitszaal voorzien van een nieuwe inrichting naar aanleiding van de komst van een nieuwe exploitant. In 2021 is de Sociëteitszaal voor het laatst vernieuwd. Met deze verbouwing is de zaal voor het eerst sinds lange tijd weer publiek toegankelijk geworden, nu er een openbaar restaurant is gevestigd. De rest van het Sociëteitsgebouw is besloten en wordt gebruikt voor zalenverhuur en door de leden van de Sociëteit.
De Sociëteit heeft ook aan de achterzijde van Mariaplaats 14 diverse malen gebouwd en verbouwd. Kort na aankoop van het pand is een bescheiden kegelbaan aangelegd in de toenmalige tuin. In de jaren daarna werd de gehele binnentuin volgebouwd ten behoeve van de kegelbaan en andere functies van de sociëteit. Deze aanbouw verkeerde echter aan het begin van de eeuw al enige tijd in slechte staat en is in 2014 gesloopt. Vervolgens heeft de Sociëteit een nieuwe zaal en ook een stadstuin gerealiseerd. De stenen toegangspoort via Achter Clarenburg is toen ook in ere hersteld.

## Geschiedenis
De oprichting van Sociëteit "De Vereeniging" vond plaats op 1 november 1869. Het betrof een gemengd gezelschap van mannen die samenkwamen in de foyer van de Stadsschouwburg die voorheen op het Vredenburg stond. In het Utrechts Provinciaal en Stedelijk Dagblad meldt men de oprichting op 2 november 1869: "Men meldt ons, dat hier ter stede eene nieuwe societeit "De Vereeniging" is opgericht, die ten doel heeft, om onder Utrechts inwoners den beschaafden en gezellige omgang meer en meer te bevorderen. In die societeit zal bijzonder werk gemaakt worden van de keuze van boekwerken, tijdschriften en nieuwsbladen, die in ruime mate ter lezing gelegd zullen worden. Ook is het houden van muziekuitvoeringen en dergelijke, hoewel nog niet bepaald in de plannen opgenomen, daarvan toch niet uitgesloten."
Een van de hoofdzakelijke activiteiten van de Sociëteit was biljarten, zo bleek wel uit de oproep in het Utrechts Provinciaal en Stedelijk Dagblad op 5 november 1869 of "een bekwaam Marqueur" in dienst wilde treden bij "Sociëteit: "De Vereeniging" aan het Vreeburg". 
Uit het op 7 november 1869 gestarte Introductieboek van de Sociëteit blijkt van diverse bijeenkomsten en de introductie van een groot aantal leden bij de Sociëteit. Het succes van de Sociëteit in de beginjaren zal ertoe hebben geleid dat het bestuur op enig moment een pand wilde aankopen voor de Sociëteit en daarom erkenning van de vereniging aanvroeg om rechtspersoonlijkheid te verkrijgen. Bij Koninklijk Besluit van 16 maart 1872 werd Sociëteit "De Vereeniging" formeel erkend als vereniging en niet lang daarna kocht de Sociëteit haar huidige Sociëteitspand aan. De Sociëteit is sindsdien daar gevestigd.
In 1887 zijn er aandelen uitgegeven waardoor er twee verschillende soorten leden zijn ontstaan: aandeelhoudende leden en reguliere leden. Later zijn de aandelen afgekocht en waren alle leden weer gelijk aan elkaar. In 1906 werd de grote zaal in het pand verpacht aan een uitbater die daar een café-restaurant dreef. Ook bood het ruime pand onderdak aan verscheidene (service)clubs. 
Het archief van Sociëteit De Vereeniging is in 2011 door het sociëteitsbestuur in bewaring gegeven aan Het Utrechts Archief. De omvang van het archief is 4,6 m.

## Bekende (oud-)leden
- Eric Balemans
- Klaas Drupsteen
- Wouter Kolff
- Italo de Lorenzo
- Ger Mik
- Paul Schnabel
- Frans van Seumeren
- Bernard Wientjes
- Aleid Wolfsen
- Jan van Zanen
- Halbe Zijlstra